# Rolf Scherrer
Rolf Scherrer (Willisau, 24 maggio 1972) è un lottatore svizzero, specializzato nella lotta libera.

## Biografia
Anche il nipote Samuel Scherrer è lottatore di caratura internazionale.
Rappresentò la Svizzera ai Giochi olimpici estivi di Sydney 2000 e Atene 2004, concludendo rispettivamente al decimo posto nel torneo dei 97 chilogrammi ed al sedicesimo posto in quello dei 96 chilogrammi.
Partecipò a diverse edizioni degli europei e dei mondiali, senza riuscire a vincere medaglie.